# Cribrinopsis similis
Cribrinopsis similis är en havsanemonart som beskrevs av Oscar Henrik Carlgren 1921. Cribrinopsis similis ingår i släktet Cribrinopsis och familjen Actiniidae. Inga underarter finns listade i Catalogue of Life.